# Sibilla Elisabetta di Württemberg
Sibilla Elisabetta di Württemberg (Mömpelgard, 20 maggio 1584 – Dresda, 30 gennaio 1606) era figlia di Federico I di Württemberg, duca di Württemberg dal 1593 al 1608, e di Sibilla di Anhalt.

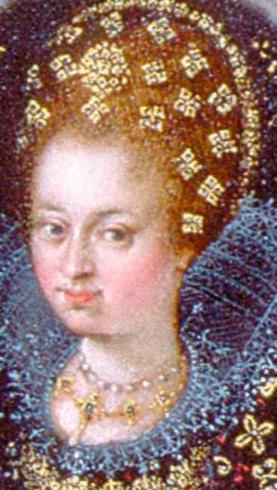
Sibilla Elisabetta

Una dei nove figli su quindici a raggiungere l'età adulta, venne destinata da suo padre, in base alla politica matrimoniale da lui intrapresa, a sposare Giovanni Giorgio, secondo figlio del principe elettore Cristiano I di Sassonia. Il matrimonio venne celebrato il 16 settembre 1604 a Dresda, sancendo l'alleanza tra i Württemberg e i Wettin.
Tale unione sembrò dare i suoi eredi allorché un anno dopo Sibilla Elisabetta risultò essere incinta del primo figlio. La giovane però mise al mondo un bambino che morì subito dopo la nascita e, a causa delle conseguenze del parto, perse la vita il 30 gennaio 1606. Le sue spoglie vennero tumulate a Friburgo in Brisgovia. Suo marito sarebbe divenuto nel 1611 elettore di Sassonia succedendo al fratello maggiore. Per assicurare la successione, dovette inoltre risposarsi con Maddalena Sibilla di Prussia, figlia di Alberto Federico di Prussia, che gli diede nove figli.

## Ascendenza
|                                     |                              |                                | Genitori                     |  |  | Nonni |  |  | Bisnonni              |  |  | Trisnonni               |  |
|                                     |                              |                                |                              |  |  |       |  |  | Enrico di Württemberg |  |  | Ulrico V di Württemberg |  |
|                                     |                              |                                |                              |  |  |       |  |  | Enrico di Württemberg |  |  | Ulrico V di Württemberg |  |
|                                     |                              | Elisabetta di Baviera-Landshut |                              |  |  |       |  |  | Enrico di Württemberg |  |  |                         |  |
| Giorgio I di Württemberg-Mömpelgard |                              |                                |                              |  |  |       |  |  | Enrico di Württemberg |  |  |                         |  |
|                                     |                              | Eva di Salm                    | …                            |  |  |       |  |  |                       |  |  |                         |  |
|                                     |                              | Eva di Salm                    | …                            |  |  |       |  |  |                       |  |  |                         |  |
|                                     |                              | Eva di Salm                    | …                            |  |  |       |  |  |                       |  |  |                         |  |
| Federico I di Württemberg           |                              | Eva di Salm                    |                              |  |  |       |  |  |                       |  |  |                         |  |
|                                     |                              | Filippo I d'Assia              | Guglielmo II d'Assia         |  |  |       |  |  |                       |  |  |                         |  |
|                                     |                              | Filippo I d'Assia              | Guglielmo II d'Assia         |  |  |       |  |  |                       |  |  |                         |  |
|                                     |                              | Filippo I d'Assia              | Anna di Meclemburgo-Schwerin |  |  |       |  |  |                       |  |  |                         |  |
| Barbara d'Assia                     |                              | Filippo I d'Assia              |                              |  |  |       |  |  |                       |  |  |                         |  |
|                                     |                              | Cristina di Sassonia           | Giorgio di Sassonia          |  |  |       |  |  |                       |  |  |                         |  |
|                                     |                              | Cristina di Sassonia           | Giorgio di Sassonia          |  |  |       |  |  |                       |  |  |                         |  |
|                                     |                              | Cristina di Sassonia           | Barbara Jagellona            |  |  |       |  |  |                       |  |  |                         |  |
| Sibilla Elisabetta di Württemberg   |                              | Cristina di Sassonia           |                              |  |  |       |  |  |                       |  |  |                         |  |
|                                     | Giovanni II di Anhalt-Dessau | …                              |                              |  |  |       |  |  |                       |  |  |                         |  |
|                                     | Giovanni II di Anhalt-Dessau | …                              |                              |  |  |       |  |  |                       |  |  |                         |  |
|                                     | Giovanni II di Anhalt-Dessau | …                              |                              |  |  |       |  |  |                       |  |  |                         |  |
| Gioacchino Ernesto di Anhalt        | Giovanni II di Anhalt-Dessau |                                |                              |  |  |       |  |  |                       |  |  |                         |  |
|                                     |                              | Margherita di Brandeburgo      | Gioacchino I di Brandeburgo  |  |  |       |  |  |                       |  |  |                         |  |
|                                     |                              | Margherita di Brandeburgo      | Gioacchino I di Brandeburgo  |  |  |       |  |  |                       |  |  |                         |  |
|                                     |                              | Margherita di Brandeburgo      | Elisabetta di Danimarca      |  |  |       |  |  |                       |  |  |                         |  |
| Sibilla di Anhalt                   |                              | Margherita di Brandeburgo      |                              |  |  |       |  |  |                       |  |  |                         |  |
|                                     |                              | Wolfgang von Barby             | …                            |  |  |       |  |  |                       |  |  |                         |  |
|                                     |                              | Wolfgang von Barby             | …                            |  |  |       |  |  |                       |  |  |                         |  |
|                                     |                              | Wolfgang von Barby             | …                            |  |  |       |  |  |                       |  |  |                         |  |
| Agnese di Barby-Mühlingen           |                              | Wolfgang von Barby             |                              |  |  |       |  |  |                       |  |  |                         |  |
|                                     |                              | …                              | …                            |  |  |       |  |  |                       |  |  |                         |  |
|                                     |                              | …                              | …                            |  |  |       |  |  |                       |  |  |                         |  |
|                                     |                              | …                              | …                            |  |  |       |  |  |                       |  |  |                         |  |
|                                     |                              | …                              |                              |  |  |       |  |  |                       |  |  |                         |  |